# تاورقه
تاورقه (به عربی: تاورقة) یک شهرداری در الجزایر است که در استان بومرداس واقع شده‌است. تاورقه ۷٬۳۰۳ نفر جمعیت دارد.